# Isacco Ducas Vatatzes
Isacco Ducas Vatatzes (in greco Ἰσαάκιος Δούκας Βατάτζης?, Isaakios Doukas Vatatzēs; 1188 circa – 1261) era il fratello dell'Imperatore di Nicea Giovanni III Vatatze (r. 1222–1254).

## Biografia
La sua origine esatta non è nota, probabilmente è nato intorno al 1188, primogenito di tre fratelli: Giovanni che era il più giovane e un secondo fratello di mezzo, di cui non conosciamo il nome. Non conosciamo i loro genitori, ma sono stati identificati probabilmente dagli studiosi moderni con il generale Basilio Vatatzes e sua moglie, che era una cugina dell'imperatore bizantino Isacco II Angelo e Alessio III Angelo. Come suo fratello Giovanni III, sembrerebbe che Isacco avesse eliminato il suo cognome "Vatatzes" e che fosse solo conosciuto come Isacco Ducas.
Scarse sono le notizie sulla sua vita: raggiunse la carica di sebastocratore nel 1253, e nel 1261 era presente alla firma del Trattato di Ninfeo con la Repubblica di Genova,  avendo la carica di pansebastos e l'incarico di Parakoimomenos del gran sigillo (sphendone). Fu poi inviato in una ambasciata a Genova per la ratifica del trattato, insieme a Teodoro Crivisiote e Leone, l'arcidiacono di Santa Sofia. Isacco morì durante le negoziazioni e fu seppellito nella Cattedrale di Genova.

## Discendenza
Ebbe almeno due figli: uno di nome Giovanni, che morì in giovane età e una figlia di cui non si conosce il nome e che sposò Costantino Strategopulo. Giovanni sposò Eudocia Angela e fu il padre dell'imperatrice bizantina Teodora Paleologa, moglie di Michele VIII Paleologo, fondatore della dinastia dei Paleologi.